# Władysław Luciński
Władysław Luciński (ur. 30 maja 1933 w Kętach, zm. 4 kwietnia 2022) – polski artysta, specjalizujący się w sztuce naiwnej. Zajmował się akwarelą, rzeźbą, malarstwem olejnym, linorytem, technikami graficznymi. Był laureatem kilkunastu konkursów plastycznych. Rozgłos zyskał dzięki pracom plastycznym z tzw. “ludzikami” wypełniającymi kompozycje obrazów. Prace znajdują się w muzeum w Bytomiu, Bydgoszczy, Katowicach, Krakowie, Radomiu, Rudzie Śląskiej, Toruniu, Warszawie, Wągrowcu, Wrocławiu, Zabrzu, jak również w kolekcjach prywatnych w kraju i zagranicą. Brał udział w 25 wystawach indywidualnych i w wielu zbiorowych w Austrii, Chinach, Czechach, Holandii, Francji, Niemczech, Polsce, Rosji, Słowacji, Szwajcarii, Szwecji, Ukrainie. Był odznaczony tytułem "Zasłużony dla Miasta Ruda Śląska".